# Liste des planètes mineures non numérotées découvertes en février 2013
Pour un article plus général, voir Liste des planètes mineures non numérotées découvertes en 2013.
Pour un article plus général, voir Liste des planètes mineures.
Cet article dresse la liste des planètes mineures (astéroïdes, centaures, objets transneptuniens et assimilés) non numérotées découvertes en février 2013 dans l'ordre de leur découverte.
Au 15 janvier 2025, 661 077 des 1 434 993 planètes mineures répertoriées par le Centre des planètes mineures ne sont pas encore numérotées, soit 46,07 %.

## Rappel concernant la désignation provisoire
La désignation provisoire indique l'ordre de découverte de ces objets. En effet, cette désignation est composée de l'année de découverte (par exemple 2013) suivie de la quinzaine (demi-mois) de découverte (p.e. A = 1-15 janvier) puis de l'ordre de découverte dans cette quinzaine. Cet ordre est indiqué par une lettre et éventuellement un chiffre comme suit : A pour la première découverte, B pour la deuxième, ..., Z pour la 25e (le I n'est pas utilisé pour éviter la confusion avec 1), A1 pour la 26e, B1 pour la 27e, etc. , Z1 pour la 50e, A2 pour la 51e, B2 pour la 52e, etc. L'ordre de la numérotation ne suit donc pas l'ordre alphanumérique. 2013 AA1 suit ainsi 2013 AZ et précède 2013 AB1.

## Liste

### Du1erau 15 février 2013
- 2013 CX
- 2013 CY
- 2013 CZ
- 2013 CA1
- 2013 CK1
- 2013 CT1
- 2013 CC2
- 2013 CG2
- 2013 CP2
- 2013 CR2
- 2013 CC3
- 2013 CG3
- 2013 CL3
- 2013 CS3
- 2013 CT3
- 2013 CX3
- 2013 CC4
- 2013 CJ4
- 2013 CO4
- 2013 CP4
- 2013 CQ4
- 2013 CR4
- 2013 CW4
- 2013 CB5
- 2013 CD5
- 2013 CF5
- 2013 CO5
- 2013 CU5
- 2013 CW5
- 2013 CE6
- 2013 CP6
- 2013 CY6
- 2013 CZ6
- 2013 CE7
- 2013 CJ7
- 2013 CL7
- 2013 CP7
- 2013 CU7
- 2013 CA8
- 2013 CF8
- 2013 CJ8
- 2013 CW8
- 2013 CX8
- 2013 CM9
- 2013 CA10
- 2013 CD10
- 2013 CV10
- 2013 CX10
- 2013 CY10
- 2013 CZ10
- 2013 CA11
- 2013 CQ11
- 2013 CR11
- 2013 CB12
- 2013 CC12
- 2013 CL12
- 2013 CM12
- 2013 CP12
- 2013 CO13
- 2013 CV13
- 2013 CY13
- 2013 CB14
- 2013 CG14
- 2013 CH15
- 2013 CN15
- 2013 CY15
- 2013 CL16
- 2013 CA17
- 2013 CX17
- 2013 CD18
- 2013 CM18
- 2013 CT19
- 2013 CX19
- 2013 CY19
- 2013 CZ19
- 2013 CK20
- 2013 CT20
- 2013 CH21
- 2013 CN21
- 2013 CR21
- 2013 CA22
- 2013 CB22
- 2013 CF22
- 2013 CJ22
- 2013 CL22
- 2013 CO22
- 2013 CP22
- 2013 CR22
- 2013 CS22
- 2013 CB24
- 2013 CK24
- 2013 CB25
- 2013 CO25
- 2013 CQ25
- 2013 CR25
- 2013 CX25
- 2013 CZ25
- 2013 CJ26
- 2013 CQ26
- 2013 CT26
- 2013 CX26
- 2013 CK28
- 2013 CT28
- 2013 CW28
- 2013 CB29
- 2013 CD29
- 2013 CP29
- 2013 CQ29
- 2013 CY29
- 2013 CZ29
- 2013 CN30
- 2013 CB31
- 2013 CU31
- 2013 CC32
- 2013 CE32
- 2013 CR32
- 2013 CV32
- 2013 CW32
- 2013 CX32
- 2013 CY32
- 2013 CD33
- 2013 CA34
- 2013 CJ34
- 2013 CS34
- 2013 CM35
- 2013 CN35
- 2013 CO35
- 2013 CP35
- 2013 CQ35
- 2013 CR35
- 2013 CU35
- 2013 CW35
- 2013 CB36
- 2013 CC36
- 2013 CD36
- 2013 CH36
- 2013 CP36
- 2013 CT36
- 2013 CZ36
- 2013 CV37
- 2013 CS38
- 2013 CW38
- 2013 CX38
- 2013 CZ38
- 2013 CO39
- 2013 CP39
- 2013 CX40
- 2013 CB41
- 2013 CD41
- 2013 CM41
- 2013 CR41
- 2013 CB42
- 2013 CM42
- 2013 CN42
- 2013 CQ42
- 2013 CR42
- 2013 CX42
- 2013 CC43
- 2013 CE43
- 2013 CF43
- 2013 CJ43
- 2013 CV43
- 2013 CZ43
- 2013 CF44
- 2013 CP44
- 2013 CH45
- 2013 CZ45
- 2013 CE46
- 2013 CM46
- 2013 CA47
- 2013 CC47
- 2013 CE47
- 2013 CO48
- 2013 CQ48
- 2013 CU48
- 2013 CU49
- 2013 CF50
- 2013 CH50
- 2013 CZ50
- 2013 CM51
- 2013 CO51
- 2013 CB52
- 2013 CE52
- 2013 CH52
- 2013 CJ52
- 2013 CK52
- 2013 CO52
- 2013 CZ52
- 2013 CH53
- 2013 CO53
- 2013 CV53
- 2013 CF54
- 2013 CN54
- 2013 CM55
- 2013 CN55
- 2013 CV55
- 2013 CW55
- 2013 CF56
- 2013 CU56
- 2013 CW56
- 2013 CX56
- 2013 CM57
- 2013 CS57
- 2013 CU57
- 2013 CL58
- 2013 CX58
- 2013 CA59
- 2013 CE59
- 2013 CH59
- 2013 CO60
- 2013 CP60
- 2013 CT60
- 2013 CV60
- 2013 CD61
- 2013 CQ61
- 2013 CU61
- 2013 CV61
- 2013 CW61
- 2013 CA62
- 2013 CJ62
- 2013 CJ63
- 2013 CC64
- 2013 CD64
- 2013 CF64
- 2013 CJ64
- 2013 CA65
- 2013 CD65
- 2013 CV65
- 2013 CZ65
- 2013 CL67
- 2013 CO67
- 2013 CS67
- 2013 CU67
- 2013 CW67
- 2013 CA68
- 2013 CJ68
- 2013 CJ69
- 2013 CQ69
- 2013 CU69
- 2013 CH70
- 2013 CJ70
- 2013 CP70
- 2013 CV70
- 2013 CN71
- 2013 CQ71
- 2013 CW71
- 2013 CB72
- 2013 CE72
- 2013 CJ73
- 2013 CS73
- 2013 CT73
- 2013 CR74
- 2013 CV75
- 2013 CY75
- 2013 CD76
- 2013 CT76
- 2013 CB77
- 2013 CM77
- 2013 CN77
- 2013 CC78
- 2013 CJ78
- 2013 CL78
- 2013 CU78
- 2013 CX78
- 2013 CZ78
- 2013 CB79
- 2013 CV79
- 2013 CX79
- 2013 CR80
- 2013 CV80
- 2013 CY80
- 2013 CA81
- 2013 CG81
- 2013 CH81
- 2013 CC82
- 2013 CE82
- 2013 CK82
- 2013 CQ82
- 2013 CS82
- 2013 CU82
- 2013 CN83
- 2013 CS83
- 2013 CT83
- 2013 CV83
- 2013 CW83
- 2013 CP84
- 2013 CU84
- 2013 CX84
- 2013 CM85
- 2013 CZ85
- 2013 CH87
- 2013 CM87
- 2013 CU87
- 2013 CW87
- 2013 CY87
- 2013 CZ87
- 2013 CA88
- 2013 CB88
- 2013 CC88
- 2013 CG88
- 2013 CW88
- 2013 CY88
- 2013 CB89
- 2013 CE89
- 2013 CG89
- 2013 CJ89
- 2013 CK89
- 2013 CP89
- 2013 CQ89
- 2013 CS89
- 2013 CY89
- 2013 CB90
- 2013 CQ91
- 2013 CU91
- 2013 CY91
- 2013 CZ91
- 2013 CF92
- 2013 CG92
- 2013 CU92
- 2013 CX92
- 2013 CA93
- 2013 CL93
- 2013 CQ93
- 2013 CB94
- 2013 CJ94
- 2013 CK94
- 2013 CM94
- 2013 CN94
- 2013 CW94
- 2013 CZ94
- 2013 CA95
- 2013 CC95
- 2013 CG95
- 2013 CS95
- 2013 CA96
- 2013 CB96
- 2013 CN96
- 2013 CR96
- 2013 CS96
- 2013 CT96
- 2013 CD97
- 2013 CH97
- 2013 CL97
- 2013 CC98
- 2013 CE98
- 2013 CO98
- 2013 CP98
- 2013 CY98
- 2013 CZ98
- 2013 CB99
- 2013 CK99
- 2013 CO99
- 2013 CQ99
- 2013 CX99
- 2013 CF100
- 2013 CT100
- 2013 CY100
- 2013 CN101
- 2013 CC102
- 2013 CF102
- 2013 CJ102
- 2013 CN102
- 2013 CQ102
- 2013 CT102
- 2013 CV102
- 2013 CD103
- 2013 CH103
- 2013 CZ103
- 2013 CA104
- 2013 CL104
- 2013 CS104
- 2013 CX104
- 2013 CK105
- 2013 CL105
- 2013 CO105
- 2013 CT105
- 2013 CE106
- 2013 CG106
- 2013 CJ106
- 2013 CN106
- 2013 CW106
- 2013 CX106
- 2013 CA107
- 2013 CC107
- 2013 CJ107
- 2013 CL107
- 2013 CT107
- 2013 CU107
- 2013 CG108
- 2013 CK108
- 2013 CW108
- 2013 CS109
- 2013 CB110
- 2013 CE110
- 2013 CO110
- 2013 CR110
- 2013 CS110
- 2013 CB111
- 2013 CE111
- 2013 CF111
- 2013 CG111
- 2013 CQ111
- 2013 CB112
- 2013 CW112
- 2013 CC113
- 2013 CL113
- 2013 CR113
- 2013 CE114
- 2013 CH114
- 2013 CN114
- 2013 CZ114
- 2013 CD115
- 2013 CP115
- 2013 CZ115
- 2013 CV116
- 2013 CH117
- 2013 CW117
- 2013 CZ117
- 2013 CE118
- 2013 CJ118
- 2013 CK118
- 2013 CM118
- 2013 CN118
- 2013 CZ119
- 2013 CO120
- 2013 CA121
- 2013 CQ121
- 2013 CR121
- 2013 CX121
- 2013 CY121
- 2013 CA122
- 2013 CG122
- 2013 CK122
- 2013 CU122
- 2013 CE123
- 2013 CM123
- 2013 CO123
- 2013 CP123
- 2013 CS123
- 2013 CH124
- 2013 CP124
- 2013 CX124
- 2013 CV126
- 2013 CD128
- 2013 CE128
- 2013 CL128
- 2013 CN128
- 2013 CP128
- 2013 CQ128
- 2013 CR128
- 2013 CV128
- 2013 CW128
- 2013 CC129
- 2013 CE129
- 2013 CF129
- 2013 CG129
- 2013 CH129
- 2013 CJ129
- 2013 CK129
- 2013 CL129
- 2013 CM129
- 2013 CN129
- 2013 CO129
- 2013 CP129
- 2013 CV129
- 2013 CW129
- 2013 CX129
- 2013 CY129
- 2013 CB130
- 2013 CC130
- 2013 CD130
- 2013 CE130
- 2013 CB131
- 2013 CD131
- 2013 CK131
- 2013 CS131
- 2013 CY131
- 2013 CC132
- 2013 CD132
- 2013 CR132
- 2013 CW132
- 2013 CX132
- 2013 CC133
- 2013 CK133
- 2013 CO133
- 2013 CX133
- 2013 CY133
- 2013 CZ133
- 2013 CU134
- 2013 CO135
- 2013 CZ136
- 2013 CD138
- 2013 CX138
- 2013 CC139
- 2013 CP139
- 2013 CR139
- 2013 CV139
- 2013 CX139
- 2013 CZ139
- 2013 CA140
- 2013 CB140
- 2013 CD140
- 2013 CO140
- 2013 CP140
- 2013 CU140
- 2013 CB141
- 2013 CH141
- 2013 CM141
- 2013 CQ142
- 2013 CS142
- 2013 CY142
- 2013 CA144
- 2013 CE144
- 2013 CF144
- 2013 CN144
- 2013 CO144
- 2013 CQ144
- 2013 CZ144
- 2013 CC145
- 2013 CF145
- 2013 CM145
- 2013 CT145
- 2013 CJ146
- 2013 CP146
- 2013 CX146
- 2013 CC147
- 2013 CU147
- 2013 CV147
- 2013 CY147
- 2013 CF148
- 2013 CG148
- 2013 CV148
- 2013 CY148
- 2013 CE149
- 2013 CF149
- 2013 CB150
- 2013 CC150
- 2013 CJ150
- 2013 CQ150
- 2013 CC151
- 2013 CJ151
- 2013 CL153
- 2013 CN153
- 2013 CS153
- 2013 CA154
- 2013 CJ154
- 2013 CM154
- 2013 CP154
- 2013 CZ154
- 2013 CT155
- 2013 CX155
- 2013 CC156
- 2013 CF156
- 2013 CR156
- 2013 CH157
- 2013 CK157
- 2013 CM157
- 2013 CZ157
- 2013 CA158
- 2013 CB158
- 2013 CC158
- 2013 CJ158
- 2013 CK158
- 2013 CL158
- 2013 CN158
- 2013 CO158
- 2013 CA159
- 2013 CM159
- 2013 CQ159
- 2013 CF160
- 2013 CM160
- 2013 CO160
- 2013 CP160
- 2013 CQ160
- 2013 CU160
- 2013 CW160
- 2013 CX160
- 2013 CY160
- 2013 CC161
- 2013 CD161
- 2013 CJ161
- 2013 CU161
- 2013 CO162
- 2013 CZ162
- 2013 CM163
- 2013 CT163
- 2013 CX163
- 2013 CY163
- 2013 CC165
- 2013 CD166
- 2013 CL166
- 2013 CM166
- 2013 CO166
- 2013 CP166
- 2013 CV166
- 2013 CY166
- 2013 CG167
- 2013 CO167
- 2013 CT168
- 2013 CH169
- 2013 CK169
- 2013 CP169
- 2013 CQ169
- 2013 CU169
- 2013 CZ169
- 2013 CK170
- 2013 CN170
- 2013 CO170
- 2013 CQ170
- 2013 CW170
- 2013 CA171
- 2013 CC171
- 2013 CP171
- 2013 CS171
- 2013 CX171
- 2013 CA172
- 2013 CB172
- 2013 CG172
- 2013 CT172
- 2013 CU172
- 2013 CD173
- 2013 CL173
- 2013 CR173
- 2013 CX173
- 2013 CC174
- 2013 CF174
- 2013 CP174
- 2013 CA175
- 2013 CQ175
- 2013 CE176
- 2013 CK176
- 2013 CY176
- 2013 CR178
- 2013 CH181
- 2013 CO181
- 2013 CT182
- 2013 CU182
- 2013 CZ182
- 2013 CF183
- 2013 CP183
- 2013 CZ183
- 2013 CC184
- 2013 CN184
- 2013 CP184
- 2013 CC185
- 2013 CO185
- 2013 CM186
- 2013 CX186
- 2013 CU187
- 2013 CX187
- 2013 CS188
- 2013 CE189
- 2013 CR189
- 2013 CO190
- 2013 CG191
- 2013 CN191
- 2013 CC192
- 2013 CN193
- 2013 CX193
- 2013 CB194
- 2013 CL194
- 2013 CX194
- 2013 CZ194
- 2013 CA195
- 2013 CC195
- 2013 CH195
- 2013 CJ195
- 2013 CK195
- 2013 CT195
- 2013 CV195
- 2013 CF196
- 2013 CN196
- 2013 CU196
- 2013 CV196
- 2013 CE197
- 2013 CF197
- 2013 CF198
- 2013 CG198
- 2013 CM198
- 2013 CX198
- 2013 CD199
- 2013 CH199
- 2013 CK199
- 2013 CL199
- 2013 CP199
- 2013 CT199
- 2013 CU199
- 2013 CV199
- 2013 CB200
- 2013 CK200
- 2013 CO200
- 2013 CP200
- 2013 CC201
- 2013 CJ201
- 2013 CP201
- 2013 CQ201
- 2013 CY201
- 2013 CP202
- 2013 CW202
- 2013 CE203
- 2013 CF203
- 2013 CG203
- 2013 CW203
- 2013 CD204
- 2013 CK204
- 2013 CO204
- 2013 CS204
- 2013 CV204
- 2013 CZ204
- 2013 CA205
- 2013 CH205
- 2013 CL205
- 2013 CN205
- 2013 CY205
- 2013 CF206
- 2013 CK206
- 2013 CR206
- 2013 CZ206
- 2013 CB207
- 2013 CN207
- 2013 CQ207
- 2013 CS207
- 2013 CU207
- 2013 CG208
- 2013 CV208
- 2013 CW208
- 2013 CJ209
- 2013 CC211
- 2013 CD211
- 2013 CR211
- 2013 CB212
- 2013 CF212
- 2013 CG212
- 2013 CK212
- 2013 CP212
- 2013 CA213
- 2013 CD213
- 2013 CE213
- 2013 CL213
- 2013 CU213
- 2013 CC214
- 2013 CK214
- 2013 CO214
- 2013 CV214
- 2013 CB215
- 2013 CU215
- 2013 CX215
- 2013 CT216
- 2013 CW216
- 2013 CC217
- 2013 CE217
- 2013 CG217
- 2013 CP217
- 2013 CZ217
- 2013 CB218
- 2013 CE218
- 2013 CR218
- 2013 CW218
- 2013 CJ219
- 2013 CK219
- 2013 CX219
- 2013 CZ219
- 2013 CE220
- 2013 CG220
- 2013 CJ220
- 2013 CK220
- 2013 CM220
- 2013 CR220
- 2013 CU220
- 2013 CD221
- 2013 CH221
- 2013 CJ221
- 2013 CN221
- 2013 CO221
- 2013 CQ221
- 2013 CT221
- 2013 CU221
- 2013 CB222
- 2013 CD222
- 2013 CH222
- 2013 CN222
- 2013 CE223
- 2013 CL223
- 2013 CM223
- 2013 CS223
- 2013 CW223
- 2013 CX223
- 2013 CY223
- 2013 CA224
- 2013 CD224
- 2013 CO224
- 2013 CR224
- 2013 CS224
- 2013 CB225
- 2013 CH225
- 2013 CJ225
- 2013 CR225
- 2013 CR226
- 2013 CT226
- 2013 CW226
- 2013 CZ226
- 2013 CD227
- 2013 CG227
- 2013 CN227
- 2013 CO227
- 2013 CK228
- 2013 CM228
- 2013 CU228
- 2013 CX228
- 2013 CZ228
- 2013 CU229
- 2013 CZ229
- 2013 CB230
- 2013 CL230
- 2013 CO230
- 2013 CQ230
- 2013 CR230
- 2013 CS230
- 2013 CT230
- 2013 CW230
- 2013 CX230
- 2013 CZ230
- 2013 CC231
- 2013 CF231
- 2013 CG231
- 2013 CJ231
- 2013 CL231
- 2013 CM231
- 2013 CN231
- 2013 CO231
- 2013 CQ231
- 2013 CR231
- 2013 CS231
- 2013 CT231
- 2013 CU231
- 2013 CV231
- 2013 CX231
- 2013 CY231
- 2013 CA232
- 2013 CB232
- 2013 CD232
- 2013 CE232
- 2013 CF232
- 2013 CN232
- 2013 CR232
- 2013 CS232
- 2013 CT232
- 2013 CV232
- 2013 CW232
- 2013 CX232
- 2013 CY232
- 2013 CA233
- 2013 CC233
- 2013 CD233
- 2013 CE233
- 2013 CF233
- 2013 CG233
- 2013 CH233
- 2013 CJ233
- 2013 CK233
- 2013 CL233
- 2013 CZ233
- 2013 CE234
- 2013 CF234
- 2013 CH234
- 2013 CL234
- 2013 CN234
- 2013 CP234
- 2013 CR234
- 2013 CS234
- 2013 CU234
- 2013 CV234
- 2013 CW234
- 2013 CY234
- 2013 CA235
- 2013 CB235
- 2013 CC235
- 2013 CF235
- 2013 CH235
- 2013 CJ235
- 2013 CK235
- 2013 CM235
- 2013 CN235
- 2013 CO235
- 2013 CP235
- 2013 CQ235
- 2013 CR235
- 2013 CV235
- 2013 CY235
- 2013 CC236
- 2013 CE236
- 2013 CH236
- 2013 CK236
- 2013 CM236
- 2013 CN236
- 2013 CS236
- 2013 CX236
- 2013 CZ236
- 2013 CB237
- 2013 CD237
- 2013 CE237
- 2013 CG237
- 2013 CJ237
- 2013 CK237
- 2013 CM237
- 2013 CP237
- 2013 CR237
- 2013 CU237
- 2013 CV237
- 2013 CA238
- 2013 CD238
- 2013 CF238
- 2013 CK238
- 2013 CN238
- 2013 CO238
- 2013 CP238
- 2013 CQ238
- 2013 CR238
- 2013 CU238
- 2013 CV238
- 2013 CL239
- 2013 CM239
- 2013 CQ239
- 2013 CR239
- 2013 CU239
- 2013 CV239
- 2013 CX239
- 2013 CY239
- 2013 CZ239
- 2013 CO240
- 2013 CY240
- 2013 CF241
- 2013 CH241
- 2013 CL241
- 2013 CM241
- 2013 CN241
- 2013 CO241
- 2013 CP241
- 2013 CQ241
- 2013 CR241
- 2013 CS241
- 2013 CT241
- 2013 CU241
- 2013 CV241
- 2013 CY241
- 2013 CZ241
- 2013 CB242
- 2013 CD242
- 2013 CF242
- 2013 CJ242
- 2013 CK242
- 2013 CN242
- 2013 CO242
- 2013 CP242
- 2013 CQ242
- 2013 CS242
- 2013 CU242
- 2013 CV242
- 2013 CB243
- 2013 CC243
- 2013 CD243
- 2013 CE243
- 2013 CF243
- 2013 CH243
- 2013 CP243
- 2013 CR243
- 2013 CS243
- 2013 CU243
- 2013 CW243
- 2013 CY243
- 2013 CA244
- 2013 CB244
- 2013 CC244
- 2013 CD244
- 2013 CE244
- 2013 CG244
- 2013 CK244
- 2013 CL244
- 2013 CS244
- 2013 CU244
- 2013 CW244
- 2013 CY244
- 2013 CH245
- 2013 CJ245
- 2013 CO245
- 2013 CU245
- 2013 CV245
- 2013 CW245
- 2013 CY245
- 2013 CZ245
- 2013 CD246
- 2013 CE246
- 2013 CF246
- 2013 CG246
- 2013 CH246
- 2013 CJ246
- 2013 CM246
- 2013 CQ246
- 2013 CR246
- 2013 CU246
- 2013 CV246
- 2013 CW246
- 2013 CX246
- 2013 CY246
- 2013 CA247
- 2013 CB247
- 2013 CD247
- 2013 CE247
- 2013 CG247
- 2013 CH247
- 2013 CM247
- 2013 CQ247
- 2013 CR247
- 2013 CS247
- 2013 CU247
- 2013 CV247
- 2013 CW247
- 2013 CB248
- 2013 CC248
- 2013 CE248
- 2013 CF248
- 2013 CG248
- 2013 CH248
- 2013 CJ248
- 2013 CK248
- 2013 CL248
- 2013 CM248
- 2013 CN248
- 2013 CO248
- 2013 CP248
- 2013 CQ248
- 2013 CT248
- 2013 CU248
- 2013 CV248
- 2013 CW248
- 2013 CX248
- 2013 CY248
- 2013 CG249
- 2013 CH249
- 2013 CK249
- 2013 CM249
- 2013 CN249
- 2013 CO249
- 2013 CT249
- 2013 CU249
- 2013 CV249
- 2013 CX249
- 2013 CY249
- 2013 CA250
- 2013 CB250
- 2013 CC250
- 2013 CD250
- 2013 CE250
- 2013 CF250
- 2013 CG250
- 2013 CJ250
- 2013 CK250
- 2013 CL250
- 2013 CM250
- 2013 CP250
- 2013 CQ250
- 2013 CT250
- 2013 CU250
- 2013 CV250
- 2013 CX250
- 2013 CA251
- 2013 CG251
- 2013 CH251
- 2013 CK251
- 2013 CL251
- 2013 CM251
- 2013 CN251
- 2013 CO251
- 2013 CP251
- 2013 CQ251
- 2013 CT251
- 2013 CU251
- 2013 CY251
- 2013 CA252
- 2013 CC252
- 2013 CD252
- 2013 CE252
- 2013 CF252
- 2013 CJ252
- 2013 CP252
- 2013 CQ252
- 2013 CR252
- 2013 CS252
- 2013 CT252
- 2013 CY252
- 2013 CA253
- 2013 CC253
- 2013 CG253
- 2013 CH253
- 2013 CK253
- 2013 CP253
- 2013 CW253
- 2013 CX253
- 2013 CY253
- 2013 CA254
- 2013 CB254
- 2013 CD254
- 2013 CE254
- 2013 CF254
- 2013 CL254
- 2013 CO254
- 2013 CQ254
- 2013 CU254
- 2013 CV254
- 2013 CX254
- 2013 CZ254
- 2013 CC255
- 2013 CF255
- 2013 CG255
- 2013 CJ255
- 2013 CK255
- 2013 CL255
- 2013 CN255
- 2013 CP255
- 2013 CQ255
- 2013 CS255
- 2013 CT255
- 2013 CU255
- 2013 CV255
- 2013 CX255
- 2013 CY255
- 2013 CZ255
- 2013 CA256
- 2013 CB256
- 2013 CE256
- 2013 CH256
- 2013 CJ256
- 2013 CK256
- 2013 CL256
- 2013 CM256
- 2013 CO256
- 2013 CP256
- 2013 CQ256
- 2013 CR256
- 2013 CU256
- 2013 CV256
- 2013 CW256
- 2013 CX256
- 2013 CY256
- 2013 CZ256
- 2013 CA257
- 2013 CB257
- 2013 CC257
- 2013 CD257
- 2013 CE257
- 2013 CF257
- 2013 CG257
- 2013 CJ257
- 2013 CM257
- 2013 CO257
- 2013 CP257
- 2013 CQ257
- 2013 CR257
- 2013 CS257
- 2013 CT257
- 2013 CU257
- 2013 CW257
- 2013 CX257
- 2013 CA258
- 2013 CB258
- 2013 CE258
- 2013 CK258
- 2013 CL258
- 2013 CQ258
- 2013 CR258
- 2013 CS258
- 2013 CT258
- 2013 CX258
- 2013 CY258
- 2013 CA259
- 2013 CB259
- 2013 CD259
- 2013 CE259
- 2013 CH259
- 2013 CJ259
- 2013 CK259
- 2013 CL259
- 2013 CM259
- 2013 CN259
- 2013 CO259
- 2013 CR259
- 2013 CS259
- 2013 CU259
- 2013 CV259
- 2013 CW259
- 2013 CX259
- 2013 CY259
- 2013 CZ259
- 2013 CA260
- 2013 CB260
- 2013 CC260
- 2013 CD260
- 2013 CE260
- 2013 CF260
- 2013 CK260
- 2013 CL260
- 2013 CM260
- 2013 CN260
- 2013 CO260
- 2013 CP260
- 2013 CQ260
- 2013 CR260
- 2013 CS260
- 2013 CT260
- 2013 CU260
- 2013 CV260
- 2013 CW260
- 2013 CX260
- 2013 CY260
- 2013 CZ260
- 2013 CA261
- 2013 CB261
- 2013 CC261
- 2013 CD261
- 2013 CF261
- 2013 CK261
- 2013 CQ261
- 2013 CR261
- 2013 CT261
- 2013 CU261
- 2013 CW261
- 2013 CZ261
- 2013 CC262
- 2013 CD262
- 2013 CG262
- 2013 CH262
- 2013 CJ262
- 2013 CK262
- 2013 CL262
- 2013 CM262
- 2013 CN262
- 2013 CO262
- 2013 CP262
- 2013 CQ262
- 2013 CT262
- 2013 CU262
- 2013 CV262
- 2013 CY262
- 2013 CZ262
- 2013 CA263
- 2013 CB263
- 2013 CC263
- 2013 CD263
- 2013 CE263
- 2013 CF263
- 2013 CG263
- 2013 CH263
- 2013 CJ263
- 2013 CK263
- 2013 CM263
- 2013 CN263
- 2013 CO263
- 2013 CP263
- 2013 CR263
- 2013 CS263
- 2013 CT263
- 2013 CU263
- 2013 CV263
- 2013 CX263
- 2013 CY263
- 2013 CZ263
- 2013 CA264
- 2013 CB264
- 2013 CD264
- 2013 CE264
- 2013 CF264
- 2013 CJ264
- 2013 CK264
- 2013 CL264
- 2013 CM264
- 2013 CN264
- 2013 CO264
- 2013 CP264
- 2013 CQ264
- 2013 CR264
- 2013 CS264
- 2013 CU264
- 2013 CV264
- 2013 CW264
- 2013 CX264
- 2013 CY264
- 2013 CZ264
- 2013 CA265
- 2013 CB265
- 2013 CC265
- 2013 CD265
- 2013 CE265
- 2013 CF265
- 2013 CG265
- 2013 CH265
- 2013 CJ265
- 2013 CK265
- 2013 CL265
- 2013 CM265
- 2013 CN265
- 2013 CP265
- 2013 CQ265
- 2013 CR265
- 2013 CS265
- 2013 CT265
- 2013 CU265
- 2013 CV265
- 2013 CW265
- 2013 CX265
- 2013 CY265
- 2013 CZ265
- 2013 CA266
- 2013 CB266
- 2013 CC266
- 2013 CD266
- 2013 CE266
- 2013 CF266
- 2013 CG266
- 2013 CH266
- 2013 CM266
- 2013 CN266
- 2013 CO266
- 2013 CP266
- 2013 CQ266
- 2013 CR266
- 2013 CS266
- 2013 CT266
- 2013 CU266
- 2013 CV266
- 2013 CW266
- 2013 CX266
- 2013 CY266
- 2013 CZ266
- 2013 CC267
- 2013 CD267
- 2013 CE267
- 2013 CF267
- 2013 CG267
- 2013 CH267
- 2013 CK267
- 2013 CM267
- 2013 CN267
- 2013 CO267
- 2013 CP267
- 2013 CQ267
- 2013 CR267
- 2013 CS267
- 2013 CU267
- 2013 CV267
- 2013 CW267
- 2013 CX267
- 2013 CY267
- 2013 CZ267
- 2013 CA268
- 2013 CB268
- 2013 CC268
- 2013 CD268
- 2013 CE268
- 2013 CF268
- 2013 CG268
- 2013 CH268
- 2013 CL268
- 2013 CM268
- 2013 CN268
- 2013 CO268
- 2013 CP268
- 2013 CQ268
- 2013 CR268
- 2013 CS268
- 2013 CT268
- 2013 CU268
- 2013 CV268
- 2013 CW268
- 2013 CX268
- 2013 CY268
- 2013 CZ268
- 2013 CB269
- 2013 CC269
- 2013 CD269
- 2013 CE269
- 2013 CF269
- 2013 CG269
- 2013 CH269
- 2013 CJ269

### Du 16 au 28 février 2013
- 2013 DA
- 2013 DB
- 2013 DF
- 2013 DG
- 2013 DN
- 2013 DT
- 2013 DU
- 2013 DX
- 2013 DY
- 2013 DZ
- 2013 DA1
- 2013 DB1
- 2013 DC1
- 2013 DD1
- 2013 DG1
- 2013 DL1
- 2013 DM1
- 2013 DP1
- 2013 DW1
- 2013 DX1
- 2013 DG2
- 2013 DG3
- 2013 DH3
- 2013 DJ3
- 2013 DK3
- 2013 DM3
- 2013 DN3
- 2013 DO3
- 2013 DR3
- 2013 DS3
- 2013 DV3
- 2013 DW3
- 2013 DA4
- 2013 DD4
- 2013 DN5
- 2013 DZ6
- 2013 DA7
- 2013 DB7
- 2013 DE7
- 2013 DJ7
- 2013 DO7
- 2013 DD8
- 2013 DF8
- 2013 DG8
- 2013 DM8
- 2013 DT8
- 2013 DE9
- 2013 DQ9
- 2013 DR9
- 2013 DS9
- 2013 DY9
- 2013 DD10
- 2013 DJ10
- 2013 DX10
- 2013 DZ10
- 2013 DE11
- 2013 DN11
- 2013 DU11
- 2013 DQ12
- 2013 DS12
- 2013 DT12
- 2013 DX12
- 2013 DH13
- 2013 DP13
- 2013 DY13
- 2013 DA14
- 2013 DB14
- 2013 DG14
- 2013 DA15
- 2013 DB15
- 2013 DF15
- 2013 DX16
- 2013 DY16
- 2013 DG17
- 2013 DH17
- 2013 DO17
- 2013 DT17
- 2013 DB18
- 2013 DE18
- 2013 DF18
- 2013 DG18
- 2013 DH18
- 2013 DJ18
- 2013 DK18
- 2013 DL18
- 2013 DM18
- 2013 DN18
- 2013 DO18
- 2013 DP18
- 2013 DR18
- 2013 DS18
- 2013 DT18
- 2013 DU18
- 2013 DE19
- 2013 DF19
- 2013 DG19
- 2013 DH19
- 2013 DJ19
- 2013 DK19
- 2013 DL19
- 2013 DM19
- 2013 DQ19
- 2013 DR19
- 2013 DS19
- 2013 DT19
- 2013 DA20
- 2013 DB20
- 2013 DD20
- 2013 DE20
- 2013 DF20
- 2013 DK20
- 2013 DN20
- 2013 DO20
- 2013 DP20
- 2013 DR20
- 2013 DS20
- 2013 DT20
- 2013 DY20
- 2013 DA21
- 2013 DC21
- 2013 DD21
- 2013 DK21
- 2013 DL21
- 2013 DP21
- 2013 DQ21
- 2013 DS21
- 2013 DW21
- 2013 DX21
- 2013 DY21
- 2013 DZ21
- 2013 DA22
- 2013 DB22
- 2013 DD22
- 2013 DF22
- 2013 DN22
- 2013 DQ22
- 2013 DR22
- 2013 DS22
- 2013 DU22
- 2013 DV22
- 2013 DW22
- 2013 DX22
- 2013 DZ22
- 2013 DA23
- 2013 DB23
- 2013 DC23
- 2013 DE23
- 2013 DJ23
- 2013 DK23
- 2013 DN23
- 2013 DO23
- 2013 DP23
- 2013 DQ23
- 2013 DS23
- 2013 DT23
- 2013 DU23
- 2013 DV23
- 2013 DW23
- 2013 DX23
- 2013 DY23
- 2013 DZ23
- 2013 DA24
- 2013 DB24
- 2013 DD24
- 2013 DE24
- 2013 DG24
- 2013 DH24
- 2013 DJ24
- 2013 DK24
- 2013 DL24